# Shawne Williams
Pour les articles homonymes, voir Williams.
Shawne Brian Williams, né le 16 février 1986 à Memphis (Tennessee), aux États-Unis, est un joueur américain de basket-ball. Il évolue au poste d'ailier.

## Carrière
Drafté le 28 juin 2006 en 17e position par les Pacers de l'Indiana, il y joue deux saisons avant d'être échangé contre Eddie Jones et les seconds tour de draft 2009 et 2010 aux Mavericks de Dallas avec lesquels il effectue une saison.
Le 11 janvier 2010, il est à nouveau échangé avec Kris Humphries et envoyé aux Nets du New Jersey contre Eduardo Nájera, mais ces derniers le couperont quatre jours plus tard.
Il signe ensuite aux Knicks de New York le 23 septembre 2010 avant de trouver un accord avec les Nets le 15 décembre 2011, et il est finalement à nouveau échangé avec Mehmet Okur contre Gerald Wallace dans un deal qui l'envoie aux Trail Blazers de Portland le 15 mars 2012.
Le 6 juillet 2012, n'ayant joué aucun match officiel avec les Blazers, il est coupé de l'équipe par un buyout qui rachète son contrat de 3,1 millions de dollars et se retrouve sur le marché des free agent. Il part jouer en Chine au Guangzhou Liu Sui.
Le 3 septembre 2013, il signe avec les Lakers de Los Angeles,. Le 7 janvier 2014, les Lakers le coupent, son contrat n'était pas garanti.
Le 1er août 2014, il signe avec le Heat de Miami.
Le 19 février 2015, il est transféré aux Pelicans de La Nouvelle-Orléans dans un échange à trois équipes, dont les Suns de Phoenix. Trois jours plus tard, il est coupé par les Pelicans.
Le 24 février 2015, il signe avec les Pistons de Détroit.
Le 11 juin 2015, il est transféré aux Bucks de Milwaukee avec Caron Butler contre Ersan İlyasova.

## Records NBA
Les records personnels de Shawne Williams, officiellement recensés par la NBA sont les suivants :
| Type de statistique        | Saison régulière | Saison régulière                         | Saison régulière               | Playoffs | Playoffs                              | Playoffs                    |
| Type de statistique        | Record           | Adversaire                               | Date                           | Record   | Adversaire                            | Date                        |
| -------------------------- | ---------------- | ---------------------------------------- | ------------------------------ | -------- | ------------------------------------- | --------------------------- |
| Points                     | 25               | @ Jazz de l'Utah                         | 12 janvier 2011                | 17       | Celtics de Boston                     | 22 avril 2011               |
| Paniers marqués            | 9                | @ Suns de Phoenix                        | 9 janvier 2008                 | 6        | Celtics de Boston                     | 22 avril 2011               |
| Paniers tentés             | 16               | Thunder d'Oklahoma City                  | 13 février 2014                | 10       | Celtics de Boston                     | 22 avril 2011               |
| Paniers à 3 points réussis | 7                | @ Jazz de l'Utah                         | 12 janvier 2011                | 2        | Celtics de Boston                     | 22 avril 2011 24 avril 2011 |
| Paniers à 3 points tentés  | 11               | @ Pistons de Détroit                     | 29 novembre 2013               | 5        | Celtics de Boston                     | 22 avril 2011 24 avril 2011 |
| Lancers francs réussis     | 7                | @ Nuggets de Denver                      | 27 novembre 2007               | 3        | @ Celtics de Boston Celtics de Boston | 19 avril 2011 22 avril 2011 |
| Lancers francs tentés      | 10               | @ Nuggets de Denver                      | 27 novembre 2007               | 4        | @ Celtics de Boston Celtics de Boston | 19 avril 2011 22 avril 2011 |
| Rebonds offensifs          | 7                | Suns de Phoenix                          | 4 décembre 2008                | 2        | Celtics de Boston                     | 22 avril 2011               |
| Rebonds défensifs          | 11               | Bucks de Milwaukee                       | 31 décembre 2013               | 4        | Celtics de Boston                     | 22 avril 2011               |
| Rebonds totaux             | 12               | Suns de Phoenix                          | 4 décembre 2008                | 6        | Celtics de Boston                     | 22 avril 2011               |
| Passes décisives           | 4                | 4 fois                                   |                                | 2        | Celtics de Boston                     | 22 avril 2011 24 avril 2011 |
| Interceptions              | 3                | @ Bobcats de Charlotte @ Suns de Phoenix | 9 novembre 2007 7 janvier 2011 | 2        | Celtics de Boston                     | 22 avril 2011               |
| Contres                    | 5                | Bucks de Milwaukee                       | 31 décembre 2013               | 2        | Celtics de Boston                     | 22 avril 2011               |
| Balles perdues             | 4                | Celtics de Boston Kings de Sacramento    | 7 avril 2007 19 janvier 2008   | 2        | @ Celtics de Boston                   | 19 avril 2011               |
| Minutes jouées             | 43               | @ Hawks d'Atlanta                        | 28 janvier 2011                | 37       | Celtics de Boston                     | 24 avril 2011               |

- Double-double : 4 (au terme de la saison 2014/2015)
- Triple-double : aucun.

## Records D-League
Les records personnels de Shawne Williams, officiellement recensés par la D-League sont les suivants :
| Type statistique           | Saison régulière | Saison régulière         | Saison régulière | Playoffs | Playoffs                 | Playoffs      |
| Type statistique           | Record           | Adversaire               | Date             | Record   | Adversaire               | Date          |
| -------------------------- | ---------------- | ------------------------ | ---------------- | -------- | ------------------------ | ------------- |
| Points                     | 34               | @ Charge de Canton       | 15 mars 2014     | 12       | Warriors de Santa Cruz   | 12 avril 2014 |
| Paniers marqués            | 11               | Jam de Bakersfield       | 24 mars 2014     | 5        | 2 fois                   |               |
| Paniers tentés             | 22               | @ Energy de l'Iowa       | 5 avril 2014     | 11       | Warriors de Santa Cruz   | 12 avril 2014 |
| Paniers à 3 points réussis | 7                | 2 fois                   |                  | 1        | Warriors de Santa Cruz   | 12 avril 2014 |
| Paniers à 3 points tentés  | 12               | @ Energy de l'Iowa       | 5 avril 2014     | 4        | Warriors de Santa Cruz   | 12 avril 2014 |
| Lancers francs réussis     | 11               | @ Jam de Bakersfield     | 28 mars 2014     | 1        | Warriors de Santa Cruz   | 12 avril 2014 |
| Lancers francs tentés      | 12               | 2 fois                   |                  | 2        | Warriors de Santa Cruz   | 12 avril 2014 |
| Rebonds offensifs          | 5                | @ Mad Ants de Fort Wayne | 4 avril 2014     | 6        | @ Warriors de Santa Cruz | 10 avril 2014 |
| Rebonds défensifs          | 9                | Jam de Bakersfield       | 24 mars 2014     | 8        | Warriors de Santa Cruz   | 12 avril 2014 |
| Rebonds totaux             | 12               | @ Mad Ants de Fort Wayne | 4 avril 2014     | 12       | Warriors de Santa Cruz   | 12 avril 2014 |
| Passes décisives           | 6                | Jam de Bakersfield       | 24 mars 2014     | 4        | Warriors de Santa Cruz   | 12 avril 2014 |
| Interceptions              | 3                | 2 fois                   |                  | 2        | @ Warriors de Santa Cruz | 10 avril 2014 |
| Contres                    | 6                | 87ers du Delaware        | 3 mars 2014      | 1        | Warriors de Santa Cruz   | 12 avril 2014 |
| Balles perdues             | 5                | @ Stampede de l'Idaho    | 1er février 2014 | 7        | @ Warriors de Santa Cruz | 10 avril 2014 |
| Minutes jouées             | 40               | 2 fois                   |                  | 41       | Warriors de Santa Cruz   | 12 avril 2014 |

- Double-double : 2 (au 12/04/2014)
- Triple-double : aucun.